# バンシュ〜シメイ〜バンシュ
バンシュ〜シメイ〜バンシュ（Binche-Chimay-Binche）は例年10月、ベルギー・エノー州のバンシュ、シメイ間で行われる自転車ロードレースのワンデイレース。UCIヨーロッパツアー1.1カテゴリ。別名、メモリアル・フランク・ファンデンブルック（Memorial Frank Vandenbroucke）という。
2012年まではバンシュ、トゥルネ間で行われていたため、レース名はバンシュ〜トゥルネ〜バンシュ（Binche-Tournai-Binche）だったが、2013年のコース変更に伴い現在のレース名となった。

## 歴代優勝者
| 年        | 優勝者                           |
| --------- | -------------------------------- |
| 1911      | ヤン・ファン・インヘルヘム       |
| 1912      | フェリックス・スリエ             |
| 1922      | オメル・タヴェルヌ               |
| 1923      | アシエル・フェルマンデル         |
| 1924      | エクトル・マルタン               |
| 1925      | アルテュル・デウィット           |
| 1926      | オメル・タヴェルヌ               |
| 1927      | ジャン・ハンス                   |
| 1930      | アルフォンス・キント             |
| 1984      | ベニー・ファン・ブラバント       |
| 1985      | アドリ・ファン・デル・プール     |
| 1986      | ロニー・ファン・ホレン           |
| 1987      | ウィレム・ファン・エインデ       |
| 1988      | ニコ・エモンドス                 |
| 1989      | ドミニク・ゲニュ                 |
| 1990      | イェル・ナイダム                 |
| 1991      | ミシェル・デルニ                 |
| 1992      | ジャン＝マリー・ワンペルス       |
| 1993      | パトリック・ファンロースブルック |
| 1994      | ウィルフリート・ネリセン         |
| 1995      | イェル・ナイダム                 |
| 1996      | フランク・ファンデンブルック     |
| 1997 2009 | 未開催                           |

| 年   | 優勝者                                                     |
| ---- | ---------------------------------------------------------- |
| 2010 | エリア・ヴィヴィアーニ                                     |
| 2011 | リュディーガー・ゼーリヒ                                   |
| 2012 | アダム・ブライス                                           |
| 2013 | レイナード・ヤンセファンレンズバーグ                       |
| 2014 | ズデネク・シュティバル                                     |
| 2015 | ラモン シンケルダム                                        |
| 2016 | アルノー・デマル                                           |
| 2017 | ヤスパー・デビュイスト                                     |
| 2018 | ダニー・ファン・ポッペル                                   |
| 2019 | トム・ファン・アスブルック                                 |
| 2020 | 新型コロナウイルス感染症の世界的流行 (2019年-)により未開催 |
| 2021 | ダニー・ファン・ポッペル                                   |
| 2022 | クリストフ・ラポルト                                       |
| 2023 | ルーカ・モッツァート                                       |
| 2024 | アルノー・ドゥリー                                         |